# Los 7 de Texas
Los 7 de Texas (Texas Seven en inglés) fue un grupo de prisioneros que escaparon de la prisión John B. Connally Unit situada cerca de Kenedy, Texas, el 13 de diciembre de 2000 y que asesinaron al oficial de policía Aubrey Hawkins. Fueron recapturados un mes después, entre el 21 y el 23 de enero de 2001. Uno de ellos se suicidó antes de ser recapturado y los 6 restantes fueron condenados a la pena de muerte por el asesinato. Para el año 2019, 4 de los exfugitivos ya habían sido ejecutados y los demás esperaban en el corredor de la muerte en prisión.

## Miembros
El grupo estaba formado por los siguientes reclusos:
- Joseph Christopher García  (nacido el 6 de noviembre de 1971, en San Antonio, Texas – 4 de diciembre de 2018 en Huntsville, Texas), ejecutado.[1][2]

- Randy Ethan Halprin  (nacido el 13 de septiembre de 1972 en McKinney, Texas), se encuentra en Texas en el corredor de la muerte esperando ejecución.[3]

- Larry James Harper  (10 de septiembre de 1963, Danville, Illinois – 22 de enero de 2001, Woodland Park, Colorado), se suicidó antes de ser capturado por la policía.[4]

- Patrick Henry Murphy, Jr. (nacido el 3 de octubre de 1961, en Dallas, Texas), se encuentra en el corredor de la muerte esperando ejecución. [5][6]

- Donald Keith Newbury (18 de mayo de 1962, Albuquerque, Nuevo México – 4 de febrero de 2015, en Huntsville, Texas), ejecutado.[7][8]

- George Ángel Rivas, Jr. (6 de mayo de 1970, en El Paso, Texas –  29 de febrero de 2012, Huntsville, Texas), líder del grupo de fugitivos, ejecutado.[9]

- Michael Anthony Rodríguez (29 de octubre de 1962, San Antonio, Texas – 14 de agosto de 2008 en Huntsville, Texas), ejecutado.[10]

## Fuga

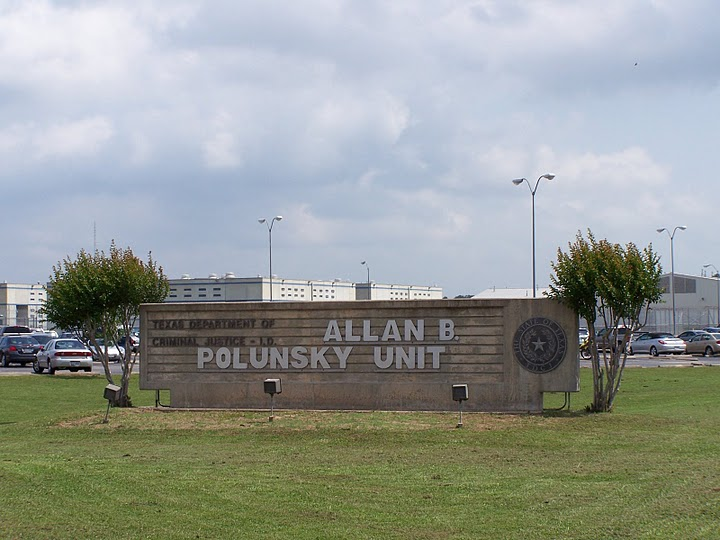
La Unidad Allan B. Polunsky, ubicada en West Livingston, tiene el corredor de la muerte estatal para hombres de Texas.

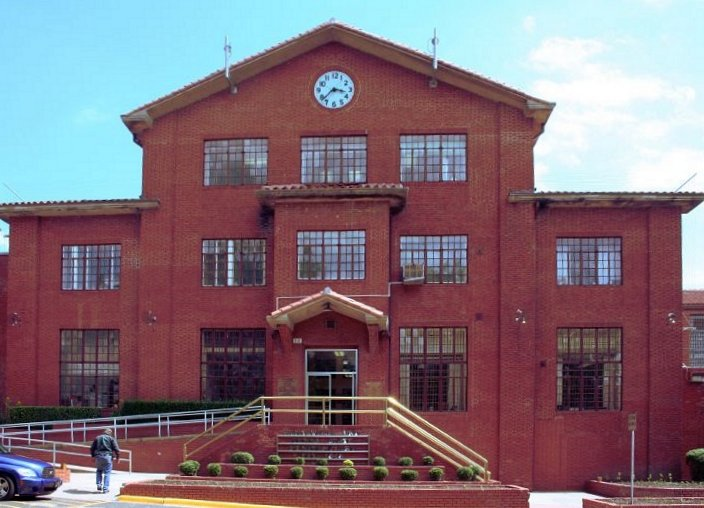
La Unidad de Huntsville, ubicada en Huntsville, tiene la cámara de ejecución del estado.

La fuga tuvo lugar el 13 de diciembre del 2000. El cabecilla del grupo, George Rivas cumplía cadena perpetua, al igual que Michael Anthony y Rodríguez Donald K., mientras que otros como Larry James Harper, García José y Patrick Henry Murphy cumplían condenas de 50 años de cárcel. Randy Halprin, el único que se opuso al plan, cumplía una condena de 30 años por lesiones a un niño, se negó, aunque ganaron los demás por mayoría.
Tras usar varios trucos bien planificadas, los siete condenados controlaron a nueve supervisores de mantenimiento civiles, cuatro funcionarios de prisiones y tres reclusos no involucrados aproximadamente a las 11:20 a. m.. La fuga se produjo durante el almuerzo y a la hora del conteo, cuando había menos vigilancia de ciertos lugares, tales como el área de mantenimiento. Una vez que las víctimas fueron sometidas, los delincuentes las ataron, amordazaron y las llevaron a una sala eléctrica detrás de una puerta cerrada.
Los atacantes robaron ropa, tarjetas de crédito, y la identificación de sus víctimas. El grupo suplantó a funcionarios de prisiones a través del teléfono y crearon historias falsas para evitar sospechas de las autoridades.
Después de eso, tres miembros del grupo se dirigieron a la puerta trasera de la prisión, algunos disfrazados. Un guardia en la puerta de entrada fue reducido, y el trío asaltó la torre de guardia donde robaron numerosas armas. 
Gary C. King, quien escribió un artículo sobre la fuga, declaró que desde la fuga de la Alcatraz en junio del 1962, no tenía noticias de una evasión parecida.

## Crimen
El camión de la cárcel, de color blanco, fue encontrado en el estacionamiento de la tienda Wal-Mart en Kenedy, Texas. Los 7 de Texas llegaron por primera vez a San Antonio justo después de huir del complejo. Al darse cuenta de que se estaban quedando sin fondos, robaron un Radio Shack en Pearland, en Texas.
El 19 de diciembre, cuatro de los miembros se alojaron con nombres falso en el motel Econo Lodge en Farmers Branch, Texas. Decidieron robar artículos deportivos en un Oshman en la cercana ciudad de Irving. El 24 de diciembre de 2000, entraron en la tienda y robaron al menos cuarenta armas y conjuntos de municiones. Un empleado del establecimiento llamó a la policía. El policía Aubrey Hawkins respondió a la llamada, llegó a la escena y resultó muerto en una emboscada; su autopsia reveló que había sufrido once disparos y había sido atropellado por la banda que huía. Hawkins murió en el hospital Parkland Memorial en Dallas poco después de su llegada. 
Después del asesinato del oficial Hawkins, se ofreció una recompensa de 100.000 dólares a quien pudiera atrapar al grupo de delincuentes. La recompensa subió a $ 500.000 antes de que el grupo estuviera detenido.
El 23 de enero de 2001, Jason Lee Manspeaker murió en un accidente de tráfico en la I-70 cerca de Loveland Pass mientras investigaba un avistamiento reportado del vehículo de la partida de Texas Seven.

## Texas 7 en la televisión
Se han hecho numerosos documentales sobre la huida de Los 7 de Texas. La famosa serie American's most wanted, que relata las huidas más increíbles de América, dedicó un especial a esta huida. También, la serie de National Geografhic Breakout hizo un capítulo sobre la huida de The Texas seven.